# Hard Eight
Hard Eight (bra: Jogada de Risco; prt: Passado Sangrento) é um filme estadunidense de 1996, dos gêneros drama de ação, policial e suspense, escrito e dirigido por Paul Thomas Anderson.

## Sinopse
Jogador expert Sydney Brown (Philip Baker Hall) ensina um iniciante em blackjack como se dar bem no jogo. Dois anos depois o veterano encontra seu pupilo John e descobre que ele se tornou um excelente aluno. A amizade vai bem até John se apaixonar por Clementine, garçonete que às vezes se prostitui.

## Elenco
- Philip Baker Hall ... Sydney Brown
- John C. Reilly ... John Finnegan
- Gwyneth Paltrow ... Clementine
- Samuel L. Jackson ... Jimmy
- Philip Seymour Hoffman ... jogador
- Robert Ridgely ... gerente do Keno
- Melora Walters ... namorada de Jimmy

## Produção
Este filme que marca a estreia de Anderson na direção, originalmente intitulado Sydney, é na verdade uma expansão de seu curta-metragem Cigarettes & Coffee.